# Camera Work

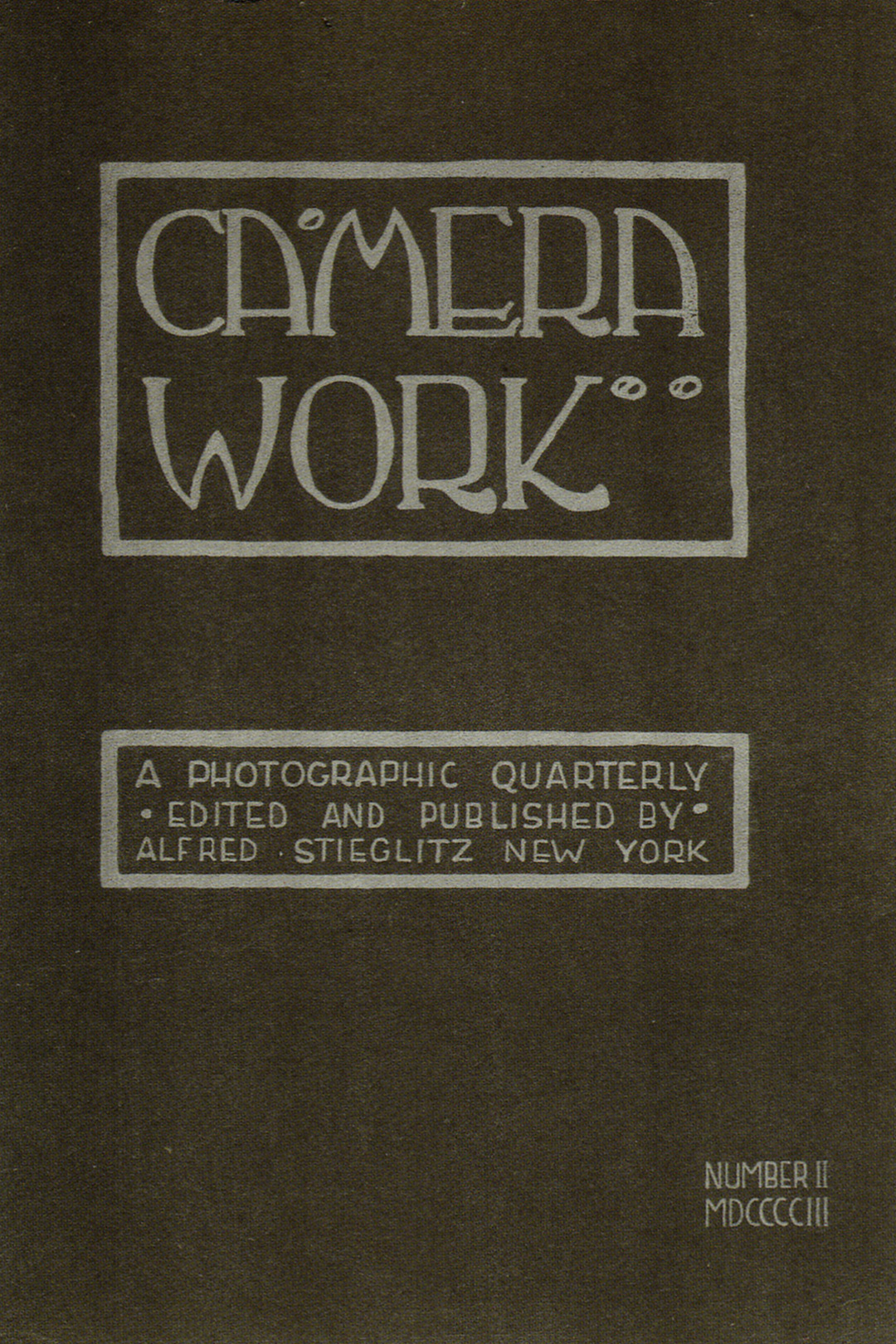
Cover Camera Work, 2, 1903, ontwerp Edward Steichen.

Camera Work was een Amerikaans kwartaaltijdschrift voor kunstzinnige fotografie, waarbinnen echter ook aandacht was voor andere avantgardistische kunstvormen. Het eerste nummer verscheen in 1903; tot aan 1917 verschenen in totaal 50 uitgaven en 3 speciale edities.

## Geschiedenis
Nadat Alfred Stieglitz in 1902 vanwege zijn autocratische wijze van leiding geven uit de redactie van Camera Notes was gestapt richtte hij de fotoclub “Photo-Secession” op. Photo-Secession was een der allereerste bewegingen die de fotografie als kunstvorm promootte, meer in het bijzonder het picturalisme. In 1903 kwam de club met een eigen tijdschrift: Camera Work, met Stieglitz als hoofdredacteur. Camera Work positioneerde de fotografie als het middel bij uitstek voor artistieke individuele expressie en als de meest ultieme vorm van kunst. De benadering was sterk avant-gardistisch, voortdurend zoekend naar artistieke vernieuwing.

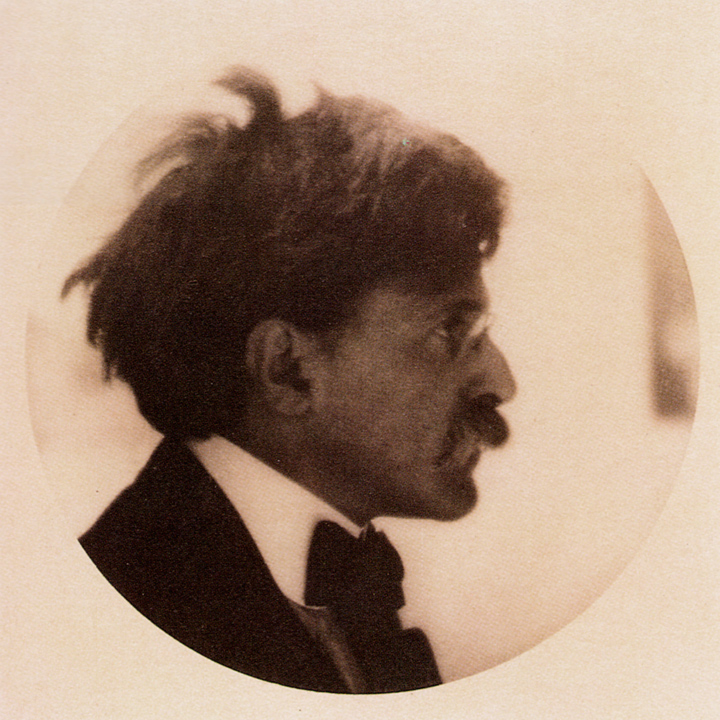
Stielitz, door Langdon Coburn

Het eerste nummer van Camera Work verscheen in 1903 in een luxe hoogglansuitgave, met artikelen van onder andere Maurice Maeterlinck. Al snel had het de naam het mooiste tijdschrift van de Verenigde Staten te zijn. Zo waren de foto's met de hand op bijpassend gekleurde kartonnen onderplaten geplakt. De illustraties waren stuk voor stuk handgemaakte fotogravures, van hoge kwaliteit, geprint op Japans zijdepapier. Elk hoofdstuk begon met een imposante gotische hoofdletter. De omslag en de typografie waren ontworpen door Edward Steichen. 
In de geest van Photo-Secession was Camera Work het eerste professionele fototijdschrift waarbij de visueel-artistieke focus prevaleerde boven het technische. De eenheid van de diverse kunst uit de hele wereld werd gevormd door de verfijnde kunstzinnigheid. 'Camera Work was daarmee meer dan alleen een tijdschrift', aldus Annie Cohen Solal: 'Het was alsof er een stukje van de Europese kunst naar Amerika was overgewaaid', waarmee ze de aanvankelijk Europese oriëntatie benadrukte.
Vanaf 1906 werd de inhoud van Camera Work vaak gekoppeld aan exposities in het toen door Steiglitz op  Fifth Avenue geopende “Little Galleries of the Photo-Secession“, die uitgroeide tot het eerste modernistische kunstcentrum in de Verenigde Staten. De ontvangst in de eerste jaren was enthousiast, ook in Europa, hoewel er ook geluiden te horen waren die het werk te controversieel vonden. Vanaf 1913 liep de verkoop geleidelijk terug en tot aan 1917 verschenen er nog maar een zestal nummers.
Belangrijke fotografen die hun werk in Camera Work publiceerden waren:
- Alfred Stieglitz
- Edward Steichen
- Gertrude Käsebier
- Eva Watson-Schütze
- Robert Demachy
- Mary Devens
- Sarah Choate Sears
- Paul Haviland
- Clarence Hudson White
- Frank Eugene
- Alvin Langdon Coburn
- Joseph Keiley
- Hans Watzek
- Alice Boughton
- James Craig Annan
- Anne Brigman
- Frederick H. Evans
- George Seeley
- Paul Strand

Ook ouder werk van bijvoorbeeld Julia Margaret Cameron en David Octavius Hill werd opnieuw gepubliceerd. Behalve fotowerk bevatte Camera Work ook tekenwerken van bijvoorbeeld Henri Matisse en Auguste Rodin. Verder bevatten veel uitgaven, naast kunstkritische essays van onder andere Steinlitz zelf, ook literaire bijdragen, bijvoorbeeld van George Bernard Shaw.
Camera Work is van grote invloed geweest op veel latere kunstfotografen, onder andere Man Ray, die ook zelf in 1914 een artikel in Camera Work publiceerde. Het paste in de brede activiteiten van de energieke Stieglitz, die een baanbreker werd voor de moderne kunst in Amerika.

## Galerij

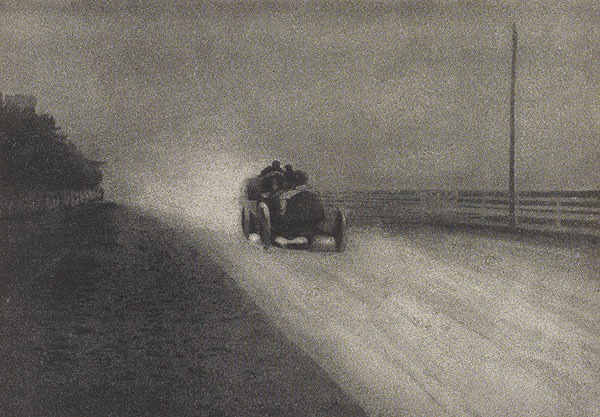
Robert Demachy, Speed, 1904
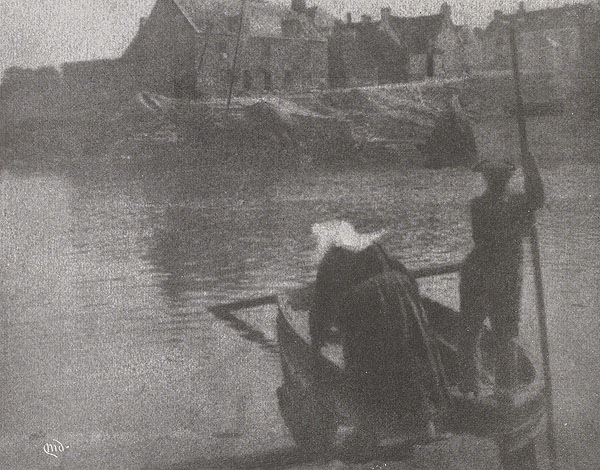
Mary Devens, The Ferry, Concarneau, 1904
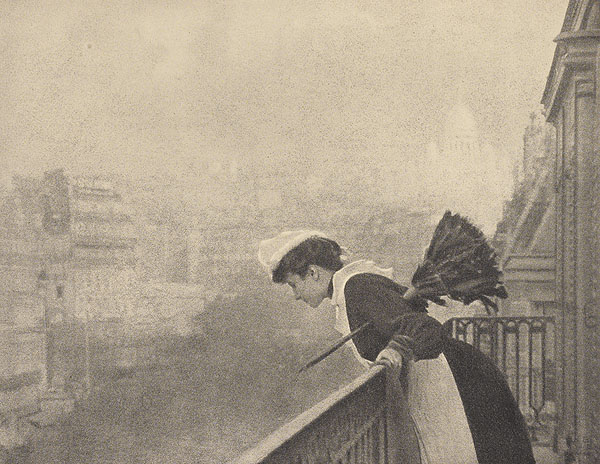
Constant Puyo, Montmartre, 1906
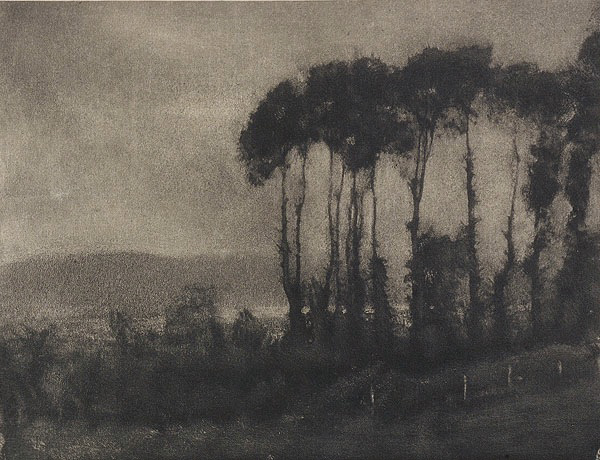
Robert Demachy, Toucques Valley, 1906
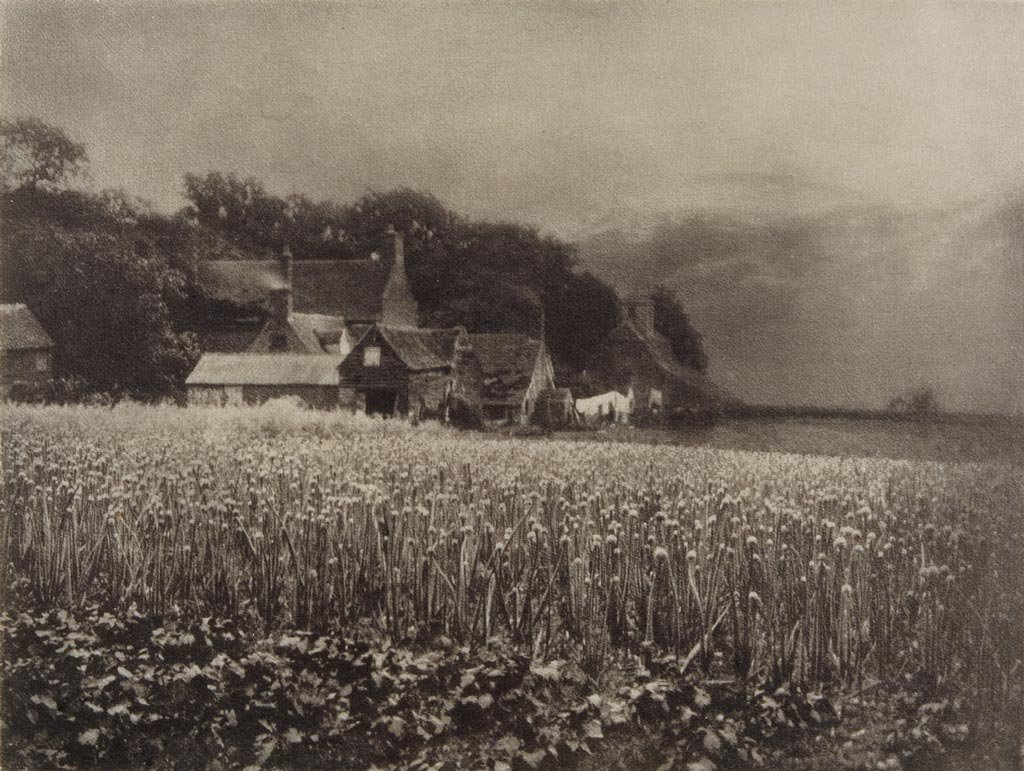
George Davison, The Onion Field, 1907
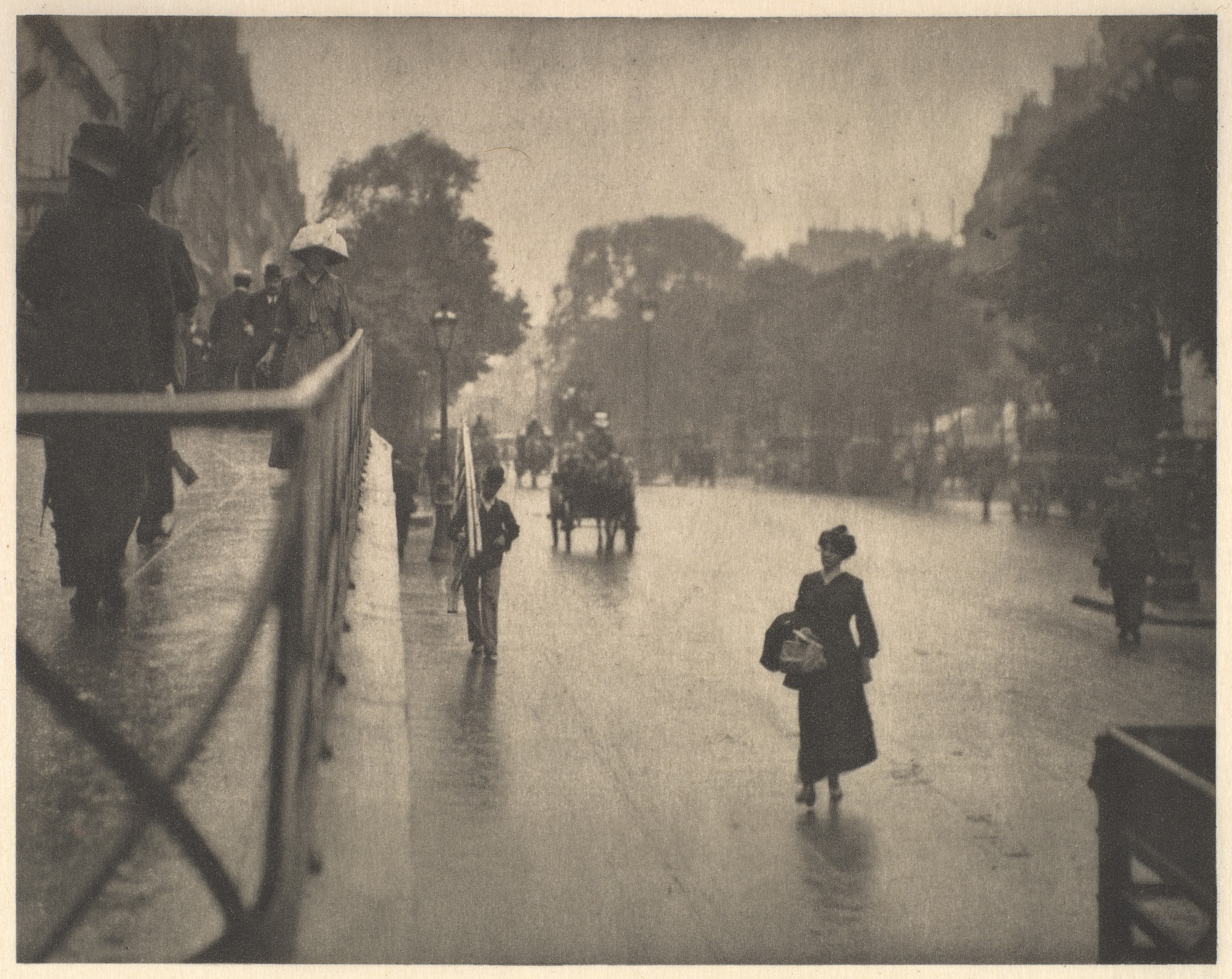
Alfred Stieglitz, A Snapshot: Paris, 1913
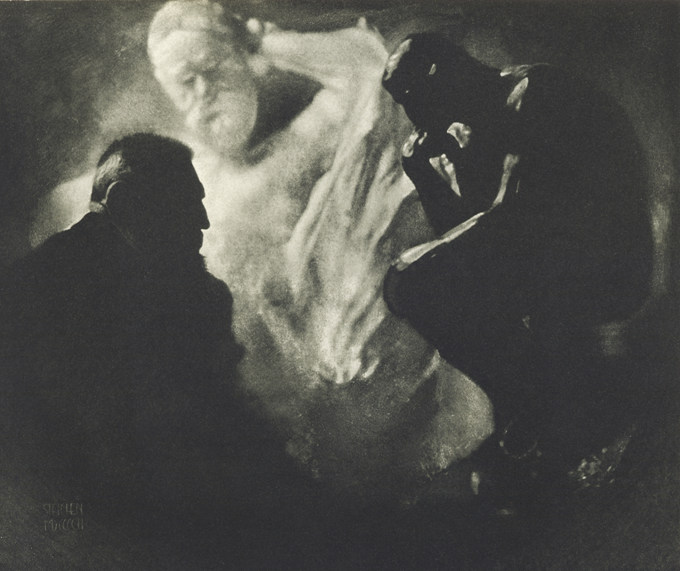
Edward Steichen: Rodin, le Monument à Victor Hugo et le Penseur, 1902
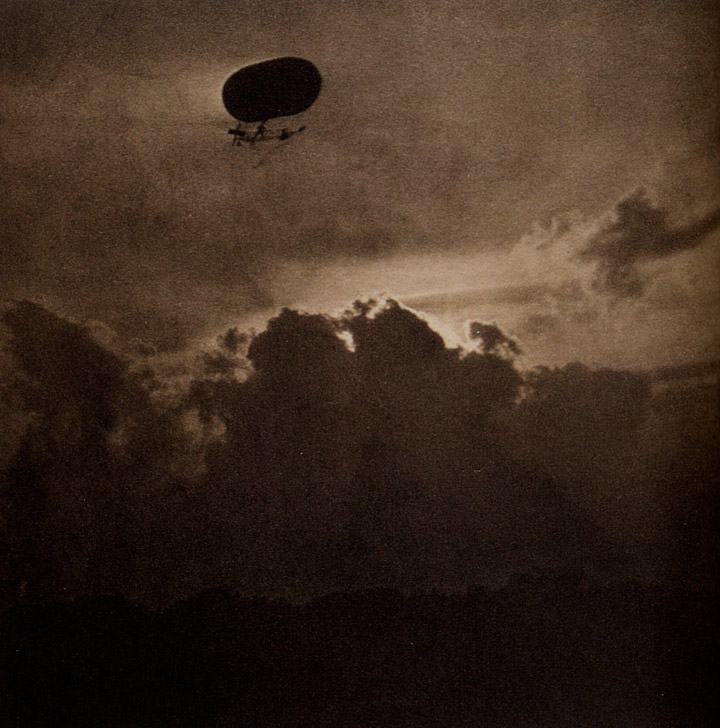
Alfred Stieglitz, Dirigible, 1910
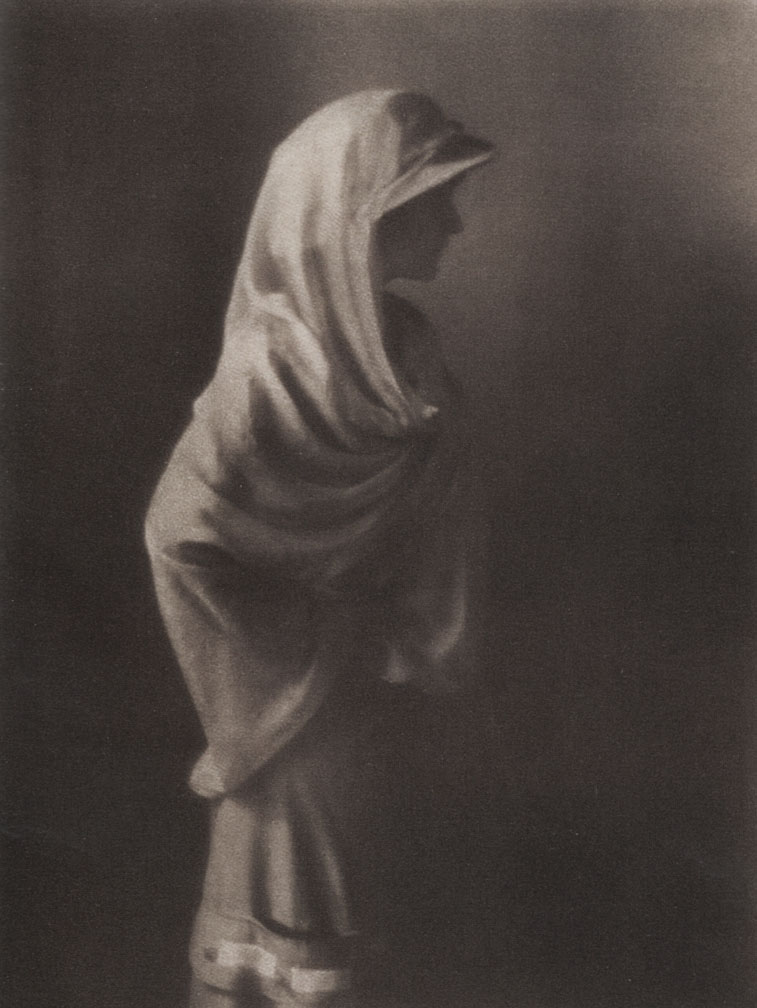
Paul Haviland, Doris Keane, 1912
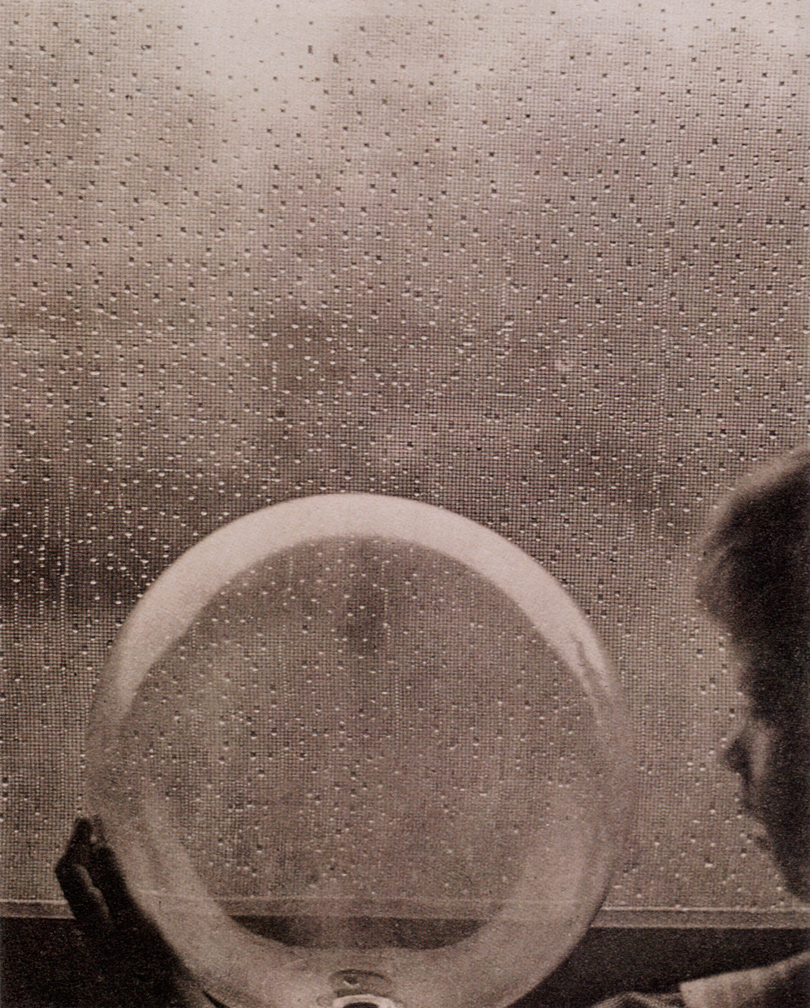
Clarence Hudson White, Drops of Rain, 1908
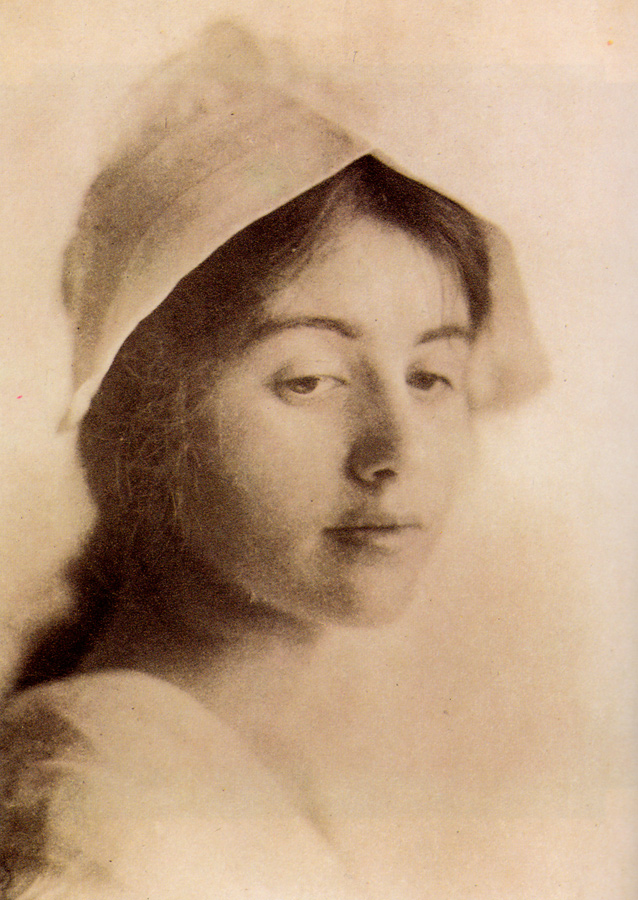
Eva Watson-Schütze, Study Head, 1905
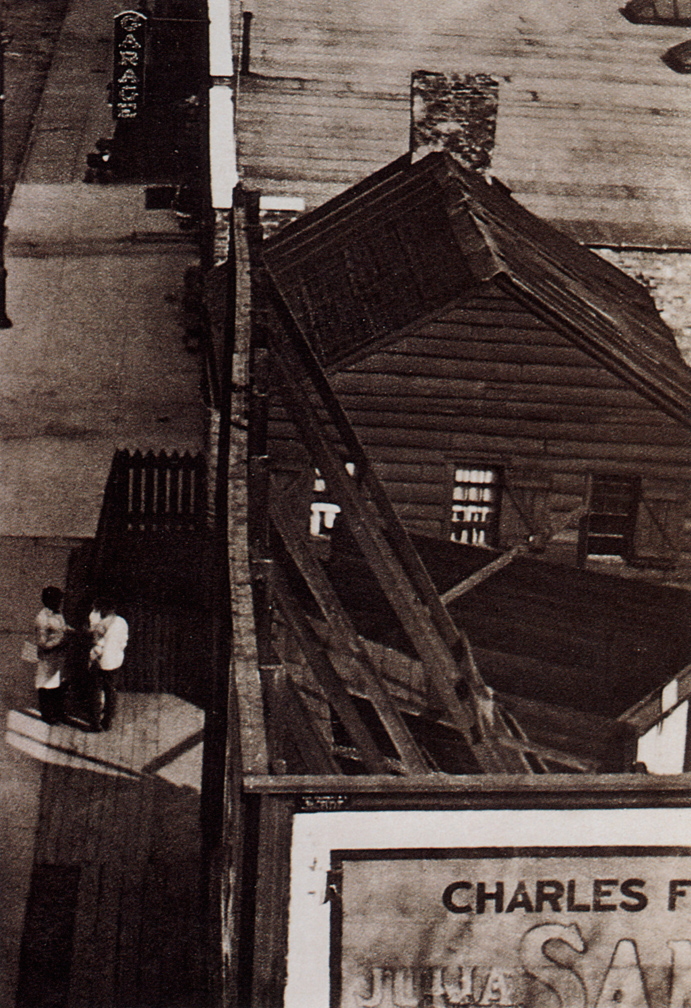
Paul Strand, New York, 1917
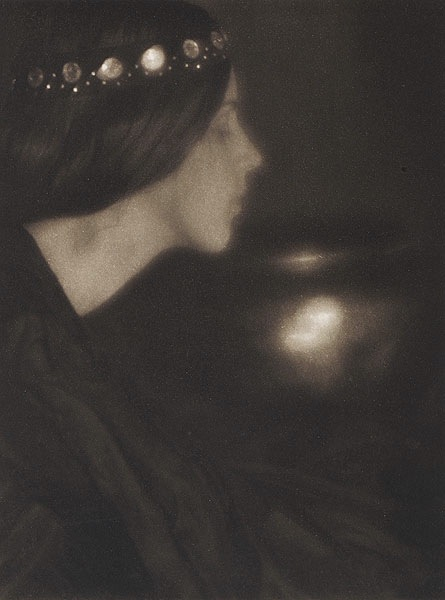
George Seeley, Black Bowl, 1907
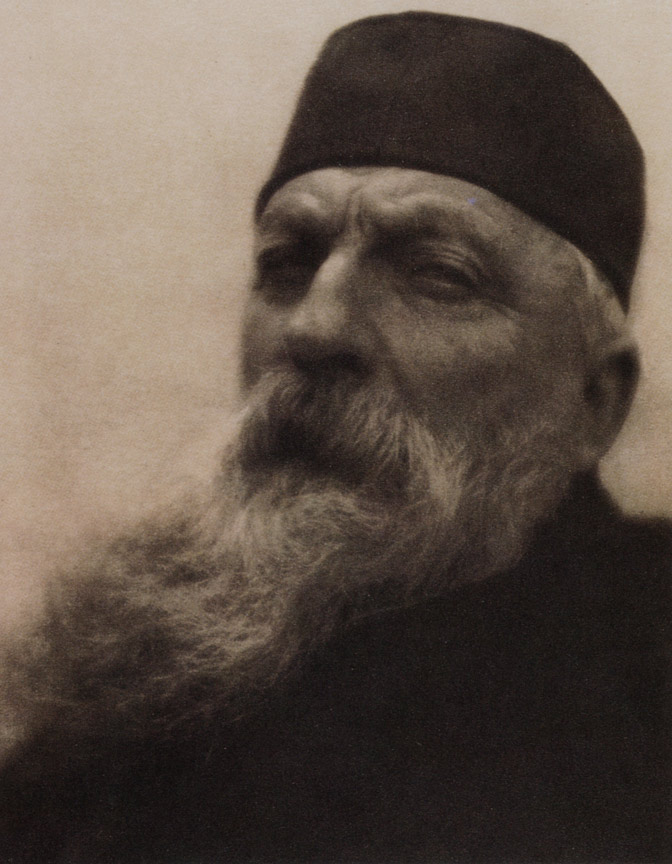
Alvin Langdon Coburn, Auguste Rodin, 1908
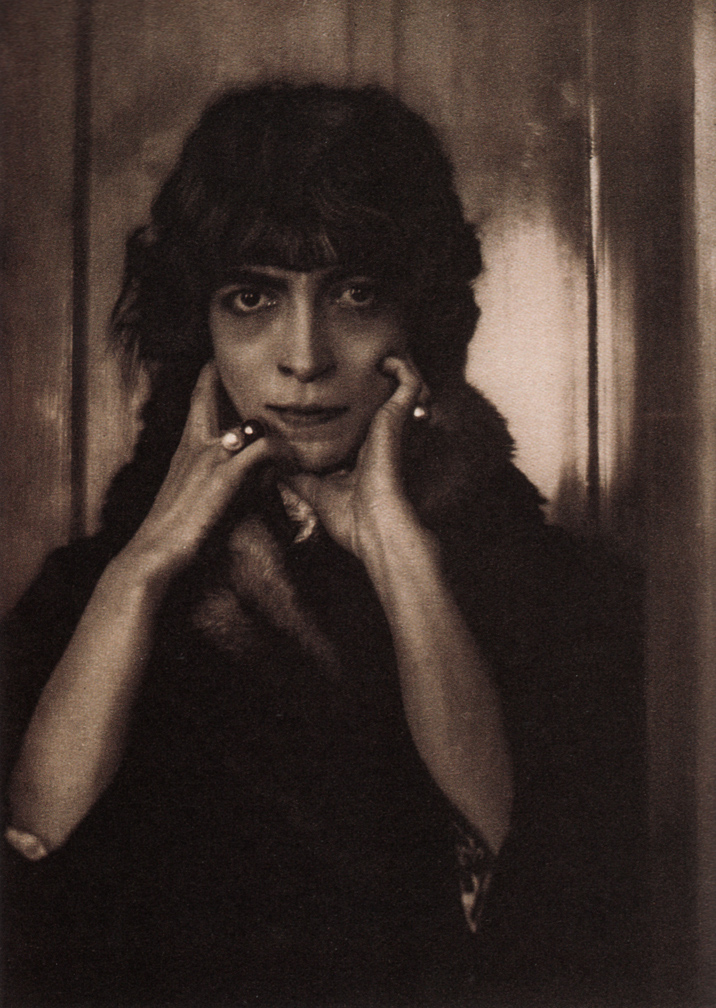
Adolf de Meyer, Marchesa Casati, 1912
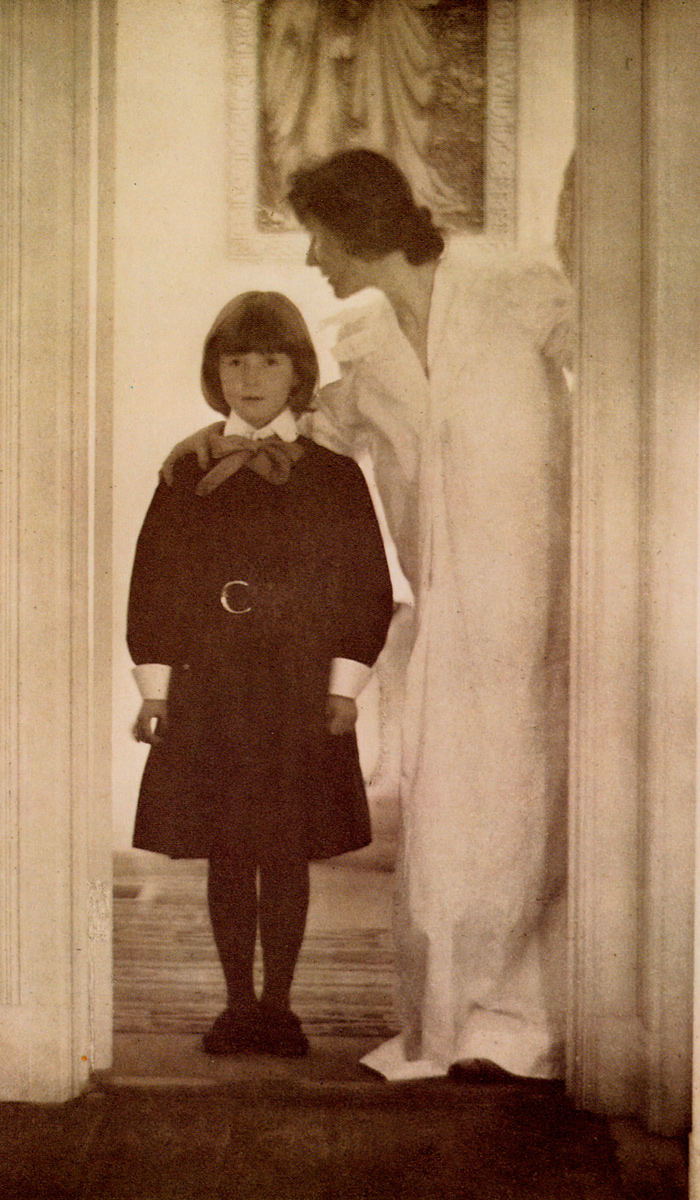
Gertrude Käsebier, Blessed Art Thou among Women, 1903
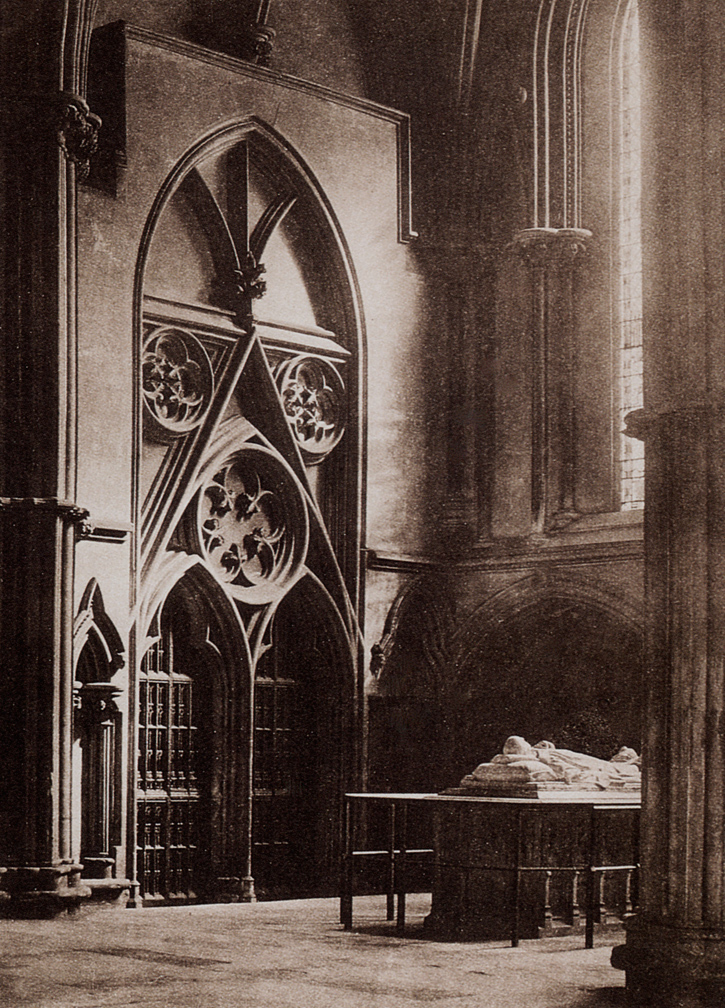
Frederick H. Evans, In Sure and Certain Hope, 1903
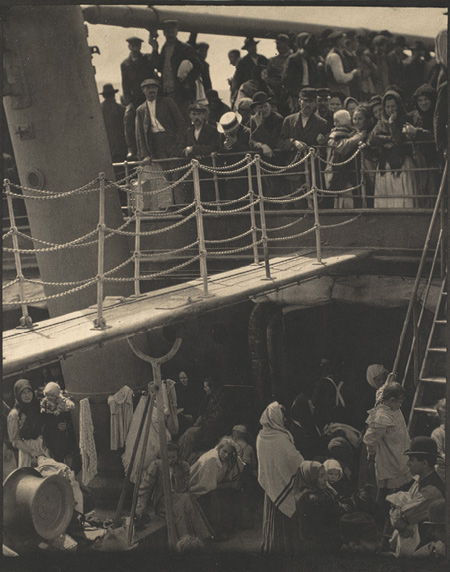
Alfred Stieglitz, The Steerage, 1907